# Riedelia erecta
Riedelia erecta là một loài thực vật có hoa trong họ Gừng. Loài này được Theodoric Valeton miêu tả khoa học đầu tiên năm 1913.

## Phân bố
Loài này được tìm thấy ở bờ nam sông Bắc (Noordrivier = sông Lorentz), tây nam đảo New Guinea, thuộc địa phận tỉnh Papua,  Indonesia. Mẫu vật điển hình: M. Moszkowski 63. Các mẫu vật khác còn có Versteeg 1127, 1310 và M. Moszkowski 175.